# 出雲市立平田中学校
出雲市立平田中学校（いずもしりつ ひらたちゅうがっこう）は、島根県出雲市平田町にある公立中学校。通称「平中」。近くには島根県立平田高等学校がある。

## 沿革
- 1948年（昭和23年）4月1日 - 平田町・灘分村の中学校を統合し、平田町灘分村組合立平田中学校を設立。
- 1951年（昭和26年）7月20日 - 久多美村外二村組合立愛宕中学校（久多美村・国富村・檜山村）を統合、平田町外四村組合立平田中学校（平田町・灘分村・久多美村・国富村・檜山村）に改称。
- 1955年（昭和30年）1月1日 - 平田市立平田中学校に改称。
- 1958年（昭和33年）1月1日 - 旭丘分校を設立。
- 1959年（昭和34年）2月15日 - 平田中学校旭丘分校と東中学校を統合し、旭丘中学校として分離独立。
- 2004年（平成16年）4月1日 - 佐香中学校を統合。
- 2005年（平成17年）3月22日 - 出雲市立平田中学校に改称。
- 2015年（平成27年）4月1日 - 光中学校を統合。

## 校区
- 校区は、平田小学校、国富小学校、さくら小学校、西田小学校、鰐淵小学校、北浜小学校の通学区域となっている。

## 部活動

### 運動部
- 野球部
- 陸上部
- 卓球部
- 剣道部
- 柔道部
- バスケットボール部（男・女）
- 女子バレーボール部

社会体育にサッカー、バドミントン、水泳がある。

### 文化部
- 吹奏楽部
- 科学部
- 美術部
- 合唱部